# Igelský sloup
Igelský sloup (německy Igeler Säule) je několikapatrový římský pískovcový sloup v obci Igel v Trevíru v Německu, datovaný do doby kolem roku 250 n. l. Sloup je pomník rodiny obchodníků se suknem a latifundistů Secundiniů.

## Historie
Památník, který založili bratři Lucius Secundinius Aventinus a Lucius Secundinius Securus, měl sloužit nejen jako památka na ně a na další zesnulé členy rodiny, ale také jako reklama na rodinný obchod s látkami v římském městě Trevíru (Augusta Treverorum). Je známo, že sloup se nacházel ve vzdálenosti 9 km od římského mostu v Trevíru, jak je patrné z detailu na reliéfu v atice na západní straně památky, kde milník, zobrazený ve scéně se zapřaženým vozem, nese označení LIIII – tj. 4 galské míle (leuga)). Po pádu Římské říše památka unikla zničení díky přesvědčení, že basreliéf na jižní straně sloupu zobrazuje sňatek císaře Constantia I. s Helenou, pozdější světicí.
Jako hrobová památka neobsahovala ostatky zemřelých, i když během restaurátorských prací v letech 1985–1986 byla v podstavci na západní straně objevena krypta (o rozměrech 2 x 2 m) určená pro urny s popelem.

## Popis
Pomník je 23 m vysoký a je korunován sousoším Jupitera a Ganymédea.
Architektonicky je čtyřboký pilíř z tesaného kamene rozdělen na hlavní část postavenou na mohutném soklu s trámem a bohatě tesanými vlysy, rozdělenou úzkými římsami, a na atiku se čtyřmi reliéfními frontonky nad ní. Štítovou část (3,5 m) tvoří jehlancový sloup s vyřezávaným zakončením (borová šiška obklopená čtyřmi hlavami) a akrotérionem v podobě značně poškozené sochy orla s roztaženými křídly, který kdysi zobrazoval únos Ganymédea.
Na basreliéfu je vyobrazen průvod šesti kolónů, kteří přinášejí různé dary do domu svého pána. Kolónové jsou přijímáni před vchodem do atria. Dary tvoří zajíc, dvě ryby, kůzle, úhoř, kohout a koš s ovocem. Sloup je zhotoven z červeného a červenošedého pískovce, původně však byl barevně malovaný.

## Objevování
Nápadný tvar této památky, její výzdoba a umístění způsobily, že byla v průběhu historie zaznamenávána v popisech a vyobrazeních. Mezi nejstarší patří vyobrazení na Mercatorově mapě z roku 1567 a ilustroval ji také kartograf Joan Blaeu (1649). V cestovní zprávě se o ní zmiňuje Fulvio Ruggieri (1562), který doprovázel papežského nuncia; po něm památku navštívily takové známé osobnosti evropské kultury jako Friedrich Schinkel a Victor Hugo. Zvláštní zájem o ni projevil Goethe, který si ji v létě a na podzim roku 1792 prohlédl jako účastník francouzského válečného tažení a věnoval jí živý a výstižný literární popis. Pomník považoval mimo jiné za umělecky zdobený obelisk. Z estetického hlediska však vyjádřil opatrnou kritiku provinčního charakteru památky a její barbarsky přetížené sochařské výzdoby.

## Kulturní význam
Pro své svědectví o významu Trevíru v době římské byl Igelův sloup v roce 1986 zařazen do seznamu světového dědictví UNESCO jako součást římských památek, katedrály svatého Petra a kostela Panny Marie v Trevíru. Byl mnohokrát zobrazen na obrazech a kresbách. Jeho polychromovaná replika stála v centrálním nádvoří Rýnského zemského muzea v Trevíru (Rheinisches Landesmuseum Trier), ale pro vážné poškození byla v roce 2022 demontována.